# Aldrich Ames

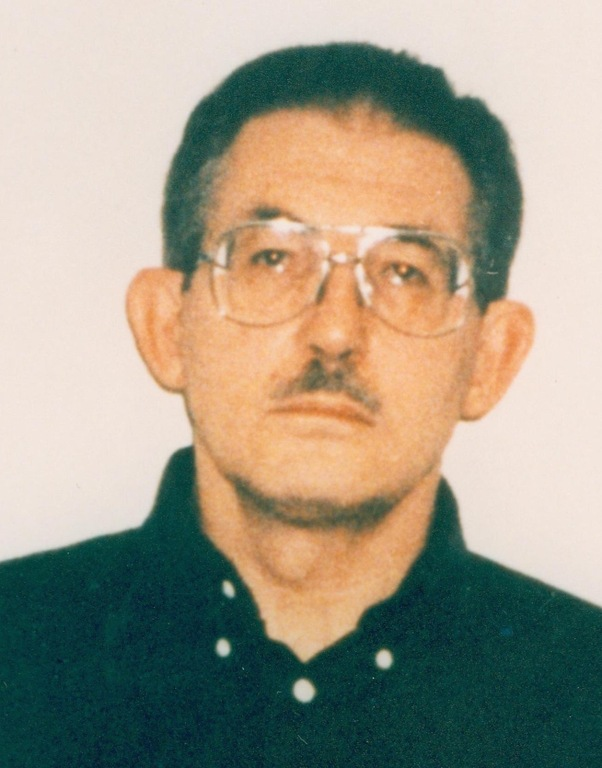
Aldrich Ames bei seiner Verhaftung 1994

Aldrich Hazen Ames (* 26. Mai 1941 in River Falls, Wisconsin) ist ein ehemaliger Angestellter des US-amerikanischen Nachrichtendienstes CIA, der 1994 der Spionage für die Sowjetunion und Russland überführt wurde.

## Leben und Wirken
Ames’ Tätigkeit bei der CIA begann 1962. Nach verschiedenen Stationen wurde er 1985 Chef der CIA-Abteilung Gegenspionage UdSSR. In dieser Funktion oblag ihm die Analyse sowjetischer Geheimdienstaktivitäten.
Im gleichen Jahr bot Ames der sowjetischen Botschaft in Washington, D.C. den Zugang zu geheimen Informationen gegen Geldzahlungen an. Bis 1994 verkaufte er zahllose brisante Unterlagen an den sowjetischen Geheimdienst KGB bzw. dessen Nachfolgeorganisation FSB. Dazu zählten unter anderem auch die Namen von Agenten, die gegen die Sowjetunion spionierten. Ames’ Informationen führten zur Enttarnung und Hinrichtung von mindestens zehn CIA-Spionen und zur Aufdeckung bzw. zum Scheitern von 100 CIA-Geheimdienstoperationen. Für seine Spionagetätigkeit erhielt er angeblich knapp 2,5 Millionen Dollar.
Schon 1990 hatte es organisationsinterne Bedenken gegen Ames wegen seines aufwändigen Lebensstils gegeben (er hatte unter anderem ein 540.000-Dollar-Haus und einen 49.500 Dollar teuren Jaguar-Sportwagen bar erworben). Aber erst im Jahr 1994 wurde der Doppelagent durch das FBI enttarnt und verhaftet, nachdem jahrelange CIA-interne Untersuchungen zu keinem Ergebnis geführt hatten. Im Rahmen dieser Untersuchungen gelang es Ames zweimal, einen Lügendetektortest zu bestehen. Letztlich führte sein aufwändiger Lebensstil, der in keinem Verhältnis zu seinem offiziellen Einkommen stand, die Ermittler auf die Spur, und bei der Hausdurchsuchung fanden sich zahlreiche Sachbeweise.
Ames wurde zu einer lebenslangen Haftstrafe verurteilt, die er in der Federal Correctional Institution im Terre Haute Federal Correctional Complex verbüßt. CIA-Direktor James Woolsey, der zuvor unter Hinweis auf die Ära von James Jesus Angleton vor einer „Hexenjagd“ in der CIA gewarnt hatte, trat nach Aufdeckung der Affäre Ames zurück.
Das amerikanische Fernseh-Network ABC begann 2014 mit der Ausstrahlung einer achtteiligen Fernsehserie über Ames und die CIA unter dem Titel The Assets. Ames wurde darin vom britischen Schauspieler Paul Rhys verkörpert. Aufgrund zu niedriger Einschaltquoten wurde die Serie jedoch nach nur zwei ausgestrahlten Folgen wieder eingestellt. Die restlichen sechs Folgen wurden dann nach mehreren Monaten auf einem anderen Sendeplatz als Doppelfolgen gesendet.